# 西部水泥
中國西部水泥有限公司（簡稱：西部水泥，港交所：2233）是一間位於中國水泥生產商，西部水泥於陝西省設在生產線，旗下生產的水泥以「堯柏」及「堯柏水泥」銷售。
2015年11月27日，該公司接獲安徽海螺水泥旗下海螺國際控股（香港）有限公司，以4,593,882,600港元收購，這項資產包括當時安徽海螺水泥旗下寶雞眾喜鳳凰山水泥有限公司、寶雞市眾喜金陵河水泥有限公司、乾縣海螺水泥有限責任公司，以及千陽海螺水泥有限責任公司，完成後成為該公司透過「華雄控股有限公司」擁有。

## 上市
西部水泥於2006年在英國AIM上市。
2010年8月，西部水泥於香港進行公開招股，集資最多13.91億港元。西部水泥表示選擇來港上市是因為英國投資者對中國認識不足，市盈率低於市場水平，故決定轉來香港掛牌。西部水泥於8月23日於香港交易所上市，於AIM同日除牌。西部水泥成為首家於澤西島註冊的香港上市公司。

## 外部連結
- 中國西部水泥有限公司網站 （页面存档备份，存于）
- 中國西部水泥招股文件 （页面存档备份，存于）